# Сфакс (бронепалубен крайцер)
Сфакс (на френски: Sfax) e първият бронепалубен крайцер на ВМС на Франция, построен през 1880-те г. на 19 век. Проектът е дело на Луи Емил Бертен, в рамките на програмата от 1872 г. Предназначен е за действие върху комуникациите на потенциалния противник. Има пълно ветрилно въоръжение на барк. За първи път на боен кораб е използвана на система за защита с помощта на кофердами. „Сфакс“ до голяма степен е експериментален кораб, но с получения от него опит, френският флот започва строителство на по-мощни бойни единици.
Следващата стъпка в развитието на френския тип бронепалубни крайцери става „Таж“.

## Конструкция

### Корпус
Със своята архитектура „Сфакс“ е типичен френски кораб на своето време. Силуетът на крайцера е със солиден таран, завалени на вътре бордове и увесена кърма. При него има и развит полубак и полуют. Наборът на корпуса е стоманен, а обшивката от ковано желязо. Дъното е обшито с мед и тиково дърво. „Сфакс“ има ветрилно въоръжение на барк с обща площ на платната около 2000 m².

### Въоръжение
От шестте 164 mm оръдия две се намират в носовата част на кораба и могат да водят стрелба право по курса през оръдейни амбразури.

### Брониране
Защитата на крайцера се състои, преди всичко, от бронирана палуба. Тя стига под водолинията на 0,6 – 1 метра и се състои от четири стоманени слоя, с обща дебелина 60 mm. Над нея са разположени кофердамите и водонепроницаемите отсеци, запълнени с целулоза. Бронираната палуба защитава машините и погребите за боеприпаси. Освен това има и лекобронирана бойна рубка.

## История на службата
„Сфакс“ е заложен през март 1882 г. в корабостроителницата на ВМС в Брест. Крайцерът е спуснат на вода на 29 май 1884 г., а в строй влиза през юни 1887 г. През 1890 г. от него са свалени платната, а през 1900 г. крайцерът е превъоръжен с оръдия нов модел. „Сфакс“ е изваден от списъците на флота през 1906 г.

## Оценка на проекта
Като цяло „Сфакс“ е признат за успешен кораб. Неговата скорост, при влизането му в строй, е достатъчно висока, а въоръжението позволява победа над повечето британски крайцери. Макар бронираната палуба да е под водолинията опасността от потапяване е предотвратена чрез кофердамите. Въпреки това въоръжението не е разположено достатъчно удобно. Ако 164 mm оръдия са на горната палуба, то 138 mm калибър е на главната, което съществено ограничава ъглите ѝ на обстрел.